# Воробейник
Воробе́йник (лат. Lithospērmum) — род многолетних травянистых растений семейства Бурачниковые (Boraginaceae). Распространён по всему земному шару, кроме Австралии, наибольшее количество видов отмечено в Северной и Южной Америках, а также в Средиземноморье. На территории бывшего СССР произрастало 7 видов данного рода.

## Ботаническое описание[2]
Однолетние, двулетние и многолетние травы и полукустарники.
Цветки собраны в верхушечные и боковые завитки, образующие общее полузонтиковидное соцветие.
Чашечка почти до основания 5-раздельная, сильно увеличивается в размерах при плодоношении.
Беловатый венчик с цилиндрической трубкой и воронковидным отгибом. Зев с пятью бархатистыми сводиками, в основании трубки кольцо мелких чешуек.
Тычинки прикреплены ниже середины трубки и не превышают её длины. Столбик пестика также короче трубки, цельный, с двулопастным рыльцем.
Плоды — 4 орешка, гладкие, белые, блестящие, легко отделяются от цветоложа.

## Хозяйственное значение и применение
Ряд видов используется в медицине.

## Таксономия[3]
Lithospermum  L., 1753, Sp. Pl. : 132
Род Воробейник относится к семейству Бурачниковые (Boraginaceae) порядка Бурачникоцветные (Boraginales). Кладограмма в соответствии с Системой APG IV по состоянию на июнь 2023 года:
|  |                                      |  |                                   | порядок Бурачникоцветные |  | семейство Бурачниковые - 153 ботанических рода |  | Воробейник |  | 76 подтвержденных ботанических видов и 74 таксона, ожидающих подтверждения |
|  |                                      |  |                                   | порядок Бурачникоцветные |  | семейство Бурачниковые - 153 ботанических рода |  | Воробейник |  | 76 подтвержденных ботанических видов и 74 таксона, ожидающих подтверждения |
|  | отдел Цветковые, или Покрытосеменные |  |                                   |                          |  |                                                |  |            |  |                                                                            |
|  |                                      |  |                                   |                          |  |                                                |  |            |  |                                                                            |
|  |                                      |  | ещё 63 порядка цветковых растений |                          |  |                                                |  |            |  |                                                                            |
|  |                                      |  |                                   |                          |  |                                                |  |            |  |                                                                            |

## Виды
Род включает 76 подтвержденных ботанических видов, наиболее известный из которых — Воробейник лекарственный (Lithospermum officinale).

## Синонимы
- Batschia  J.F.Gmel.
- Cyphorima  Raf.
- Lasiarrhenum  I.M.Johnst.
- Macromeria  D.Don
- Nomosa  I.M.Johnst.
- Onosmodium  Michx.
- Osmodium  Raf.
- Pentalophus  A.DC.
- Psilolaemus  I.M.Johnst.